# Georg Pichler
Georg Pichler (* 30. Juli 1959 in Judenburg/Steiermark) ist ein österreichischer Schriftsteller. Er verwendet auch das Pseudonym Simon Walcher.

## Leben
Georg Pichler absolvierte nach Schulen in Judenburg, Fohnsdorf und Graz eine Lehre als Schriftsetzer bei der Druckerei Leykam in Graz. Währenddessen gab er die Zeitschrift für Literatur und Rockmusik Schuwiduwa heraus. Außerdem arbeitete er als Journalist und besuchte germanistische und philosophische Vorlesungen.
1980 begann Pichler als Buchhändler in Graz und Wien zu arbeiten und ab 1986 schrieb er Rezensionen und Essays für Die Presse. Von 1992 bis 1993 leitete er das Literaturreferat im Forum Stadtpark.
Seit 1994 ist er Redakteur der Bibliothekszeitschrift Bücherschau in Wien.
Pichler lebt heute in Raglitz´und in Douala.

## Werke
- Zwischen zwei Festlanden. Prosa, Droschl, Graz 1989
- Der Pflanzenbewuchs der Sprache. Prosa, Droschl, Graz 1991
- Weg. Foto-Text-Band in Zusammenarbeit mit Lorenz Gaiser, Frankfurt 1996
- Paradeis. Erzählungen, Edition Atelier, Wien 1999
- Alle heiligen Zeiten. Roman, Edition Atelier, Wien 2000; als Taschenbuch mit einem Nachwort von Peter Handke, Suhrkamp Taschenbuch 3685, Frankfurt 2004; als Hörbuch mit Autorenlesung, Autengruber Audio, Wien 2010
- Die Beschreibung des Glücks. Peter-Handke-Biographie, Ueberreuter, Wien 2002
- Sprechen Sie steirisch?. Ein Sprachführer für Einheimische und Zugereiste, Ueberreuter, Wien 2003 (unter dem Pseudonym Simon Walcher)

## Herausgeberschaft
- Dober večer, sosed!. Literarische Texte von Peter Altenberg bis Oton Župančič – Deutsch und Slowenisch, Drava, Klagenfurt 2000 (herausgegeben zusammen mit Matjaž Kmecl)
- LebensKunst: KunstLeben. Eine Anthologie Österreichischer Literatur, Buchmarketing, Wien 2000
- Schimpfen in Österreich. Saftige Gemeinheiten von Grillparzer bis Jelinek, Ueberreuter, Wien 2004

## Auszeichnungen und Stipendien
- 1988 Manuskripte-Literaturförderungspreis der Stadt Graz
- 1990 Literaturförderungspreis der Stadt Graz
- 1991 Literaturstipendium des Landes Steiermark
- 1995 Österreichisches Staatsstipendium für Literatur
- 2000 Rom-Stipendium
- 2002 Arbeitsstipendium zur Förderung des literarischen Schaffens des Landes Steiermark
- 2007 Schweiz-Stipendium des Landes NÖ in Gottlieben
- 2007 Österreichisches Staatsstipendium für Literatur